# Procyon

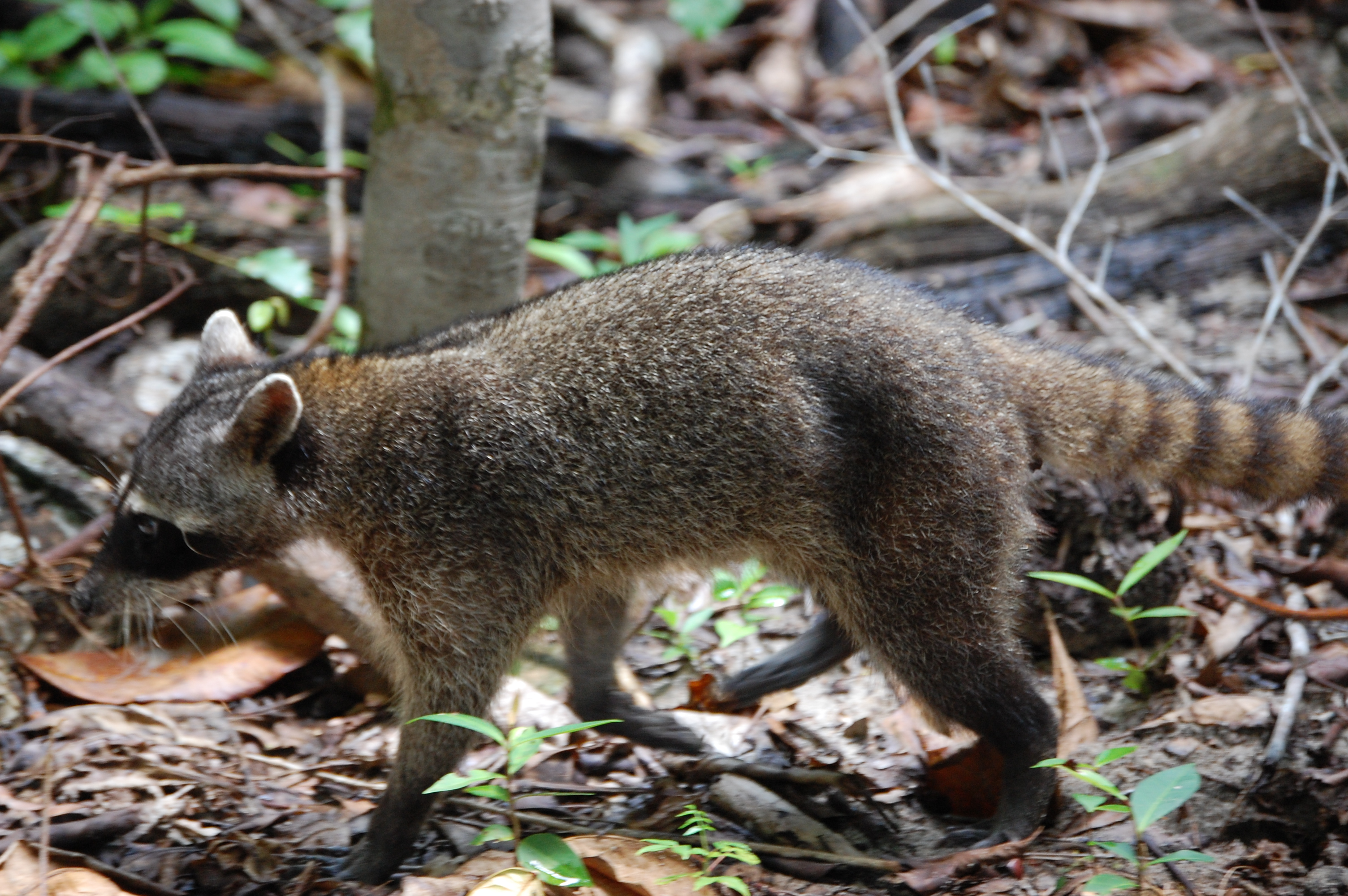
Mapache cangrejero (Procyon cancrivorus).

Procyon (del griego: pro 'antes de'; κῠων [cyon] 'perro') es un género de mamíferos carnívoros de la familia Procyonidae conocidos comúnmente como mapaches u osos lavadores. Son propios de América. 

## Descripción

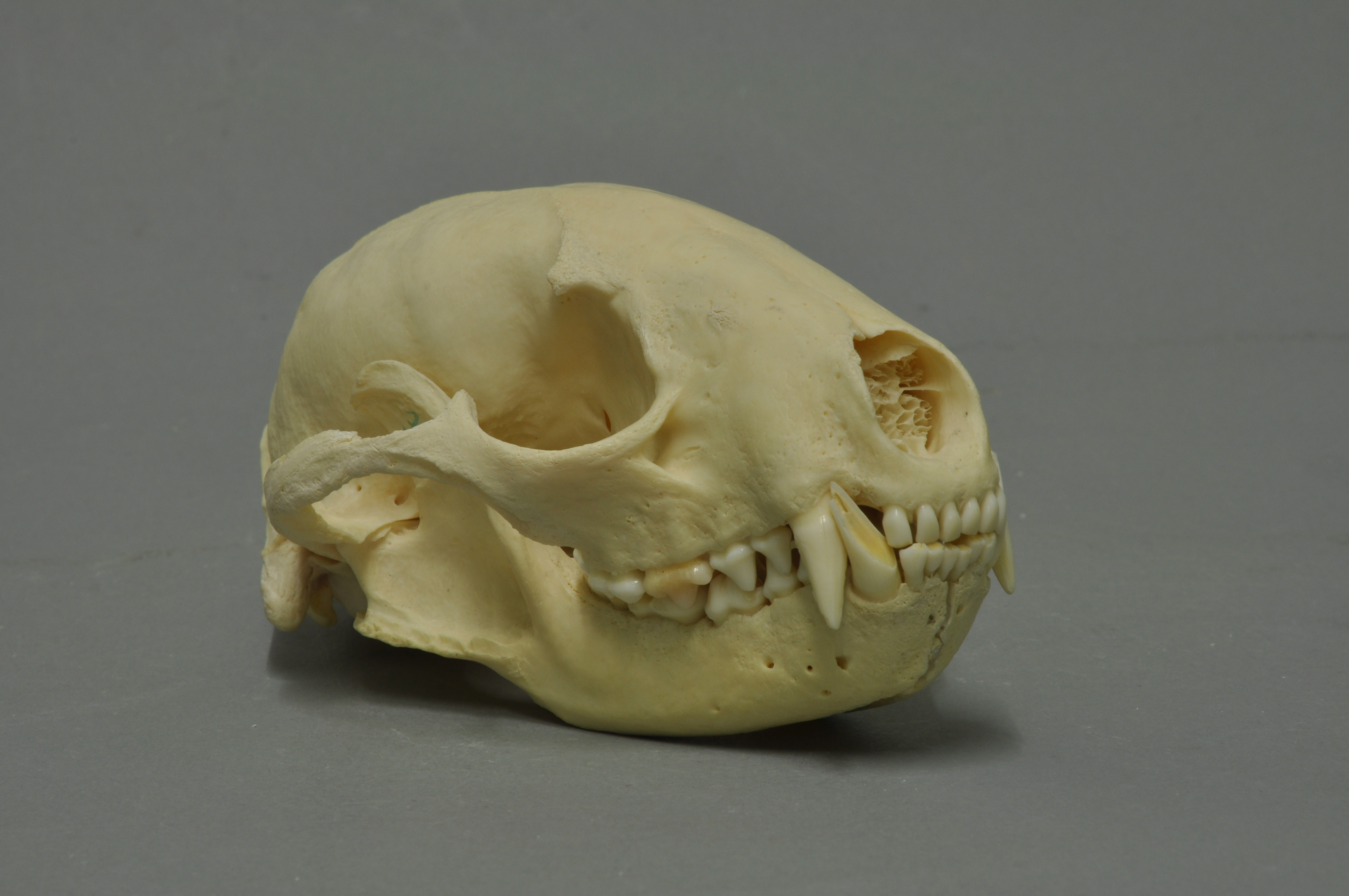
Cráneo de un Procyon lotor (mapache boreal)

Tiene un tamaño mediano y puede llegar a medir entre 40 cm y 55 cm de alto. Es un poco mayor y más grueso que un gato, de pelo medianamente largo y de color gris plateado (más oscuro en el centro del lomo), el pelo de las extremidades casi blanco, cola larga y anillada (gris plateado con blanco o casi blanco) y una característica mancha de pelo negro que va desde cada mejilla a cada ojo, lo que lo hace muy reconocible, pues parece que lleva un antifaz. En ocasiones se sienta sobre sus cuartos traseros (muslos y glúteos), como hacen los osos, y, como ellos, es de patas traseras plantígradas. En sus extremidades posee cinco dedos largos y ágiles (el tacto es su sentido predominante). Puede pesar hasta 15 kg.   
Las manos de los mapaches tienen ciertas similitudes con las de los primates, producto de la convergencia evolutiva, ya que no están estrechamente relacionados entre sí. Su distribución de los dedos es ideal para que sea capaz de apretar y manipular objetos, aunque no presentan un pulgar oponible  

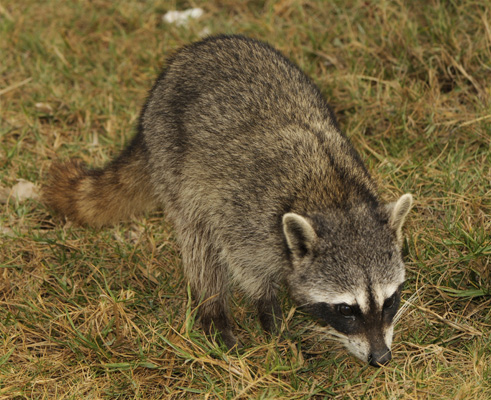
Mapache de Cozumel (Procyon pygmaeus).

## Hábitat y comportamiento
Es un animal de bosque, especialmente cerca de ríos, aunque ha aprendido a vivir también en áreas habitadas. En su hábitat natural come de todo, desde ranas hasta frutos, pero en las ciudades y suburbios echa mano de los contenedores de basura para comerse los restos de alimentos arrojados en ellos. Los mapaches son nocturnos, tienen un agudo sentido del olfato y son buenos trepadores.
Comparados con la mayoría de los mamíferos carnívoros, son muy diestros con sus zarpas delanteras, que utilizan para agarrar y sostener la comida. El mapache es llamado a veces oso lavador por el hábito de manipular el alimento, por ejemplo, desollando las ranas, en la orilla del agua, lo cual hace parecer que las lava. Hace esto porque ciertas clases de ranas inflan su cuerpo y segregan un veneno a través de su piel para no ser ingeridas, lo cual el mapache elimina al "lavar" sus alimentos antes de comerlos.
La esperanza de vida de los mapaches varía según el entorno en el que se encuentren. En la selva, donde estos animales viven en libertad, su vida puede ser bastante corta debido a los peligros que enfrentan, como la depredación, enfermedades y la competencia por recursos. En promedio, un mapache en la selva vive entre 2 y 3 años.
Por otro lado, cuando los mapaches son domesticados y viven en cautiverio, su esperanza de vida puede aumentar significativamente. Si se les proporciona un ambiente adecuado, una dieta equilibrada y atención médica regular, pueden vivir hasta 20 años. Sin embargo, es importante destacar que la vida en cautiverio puede tener efectos negativos en su salud y comportamiento, ya que se alejan de su entorno natural.

## Nombre
El nombre mapache proviene del náhuatl mapach o mapachin, aparentemente de las palabras: “maitl” (mano), el verbo “pachoa” (apretar), y el sufijo absolutivo -in; pudiéndose interpretar entonces como “que aprieta con las manos”. Otra alternativa aparente es que viene de mapachtli, palabra que tiene los mismos componentes, pero en lugar de usar el sufijo absolutivo -in, usa el sufijo absolutivo -tli, lo cual no cambia su interpretación. 
En inglés recibe el nombre de "raccoon" (pronunciación aproximada "racún"), que proviene del algonquino ärähkun, "el que se rasca con las manos" o "manos que rascan".[cita requerida] En otros idiomas recibe nombres relacionados con la ya citada costumbre de "lavar" algunos o todos sus alimentos en ríos, lagos o lagunas.
Ursus lotor - "oso lavador" (nombre científico original que le dio Carlos Linneo).

## Especies
Según Mammal Species of the World solo se reconocen tres especies.
- Procyon cancrivorus - Sudamérica.
- Procyon lotor - Norteamérica y Centroamérica.
  - Procyon lotor insularis
- Procyon pygmaeus - Isla Cozumel (México).

## Especies relacionadas y similares
El coatí (Nasua nasua) pertenece a la misma familia, aunque a otro género. El panda gigante (Ailuropoda melanoleuca) y el panda rojo (Ailurus fulgens) anteriormente eran clasificados como prociónidos, es decir, de la misma familia de los mapaches, pero ahora se considera que son de las familias Ursidae y Ailuridae, respectivamente. El perro mapache (Nyctereutes procyonoides), a pesar de su parecido externo producto de la evolución convergente, principalmente de la cara, es un carnívoro de otra familia, la de los cánidos, más emparentado con el zorro rojo (Vulpes vulpes).